# Гурьянов, Григорий Георгиевич
Григорий Георгиевич Гурьянов (1901—1987) — советский военный политработник, генерал-полковник авиации (19.08.1944).

## Биография
Родился в 1901 году в селе Исаково, ныне деревня Исаково в городском поселении посёлок городского типа Нижние Вязовые Зеленодольского района, Республики Татарстан. Русский. Член ВКП(б).
В РККА с 1922 года.
С мая по сентябрь 1939 года полковой комиссар Гурьянов принимает участие в боях на Халхин-Голе, за что был награждён медалью «За отвагу», а позже монгольским орденом Красного Знамени.
19 сентября 1940 года, военному комиссару ВВС 14-й армии Гурьянову, присвоено воинское звание — бригадный комиссар.
С ноября 1939 года по март 1940 года вместе с 14-й армией участвует в Советско-финской войне, за боевые отличия награждён орденом Красной звезды.
В феврале 1941 года назначен военным комиссаром 54-й истребительной авиационной дивизии, в этой должности встретил Великую Отечественную войну на Северном фронте.
С июля 1941 года, вновь назначен военным комиссаром ВВС 14-й армии, а в ноябре того же года — военным комиссаром ВВС Карельского фронта.
В марте 1942 года дивизионный комиссар Гурьянов назначается заместителем командующего авиацией дальнего действия по политической части.
6 декабря 1942 года Гурьянову присвоено звание генерал-майор авиации.
18 сентября 1943 года Гурьянову присвоено звание генерал-лейтенант авиации.
19 августа 1944 года Гурьянову присвоено звание генерал-полковник авиации.
С декабря 1944 года и до конца войны Гурьянов — заместитель командующего 18-й воздушной армией по политической части.
После войны генерал-полковник авиации Гурьянов продолжил службу в Советской Армии.
Умер 1987 году. Похоронен на Восточном кладбище а Минске.

## Награды
- орден Ленина (06.11.1947)[2]
- четыре ордена Красного Знамени (25.03.1943, 03.11.1944[2], 07.11.1952, 20.04.1953[2])
- орден Кутузова I степени (19.08.1944)
- два ордена Суворова II степени (13.03.1944, 18.08.1945)[3][4]
- орден Отечественной войны I степени (06.04.1985)
- орден Красной Звезды (07.05.1940)
  - медали в том числе:
  - «За отвагу» (17.11.1939)
  - «За оборону Сталинграда»[5]
  - «За оборону Советского Заполярья» (15.02.1945)[5]
  - «За победу над Германией в Великой Отечественной войне 1941—1945 гг.» (22.06.1945)
  - «За взятие Кёнигсберга» (1945)[5]
  - «За взятие Берлина» (1945)[5]
  - «Ветеран Вооружённых Сил СССР»

Иностранные награды:
- Орден «Крест Грюнвальда» II степени (ПНР) (1945)
- Орден Красного Знамени (МНР) (20.03.1943)
- Медаль «30 лет Халхин-Гольской Победы» (МНР)
- Медаль «40 лет Халхин-Гольской Победы» (МНР)